# Reynisdrangar

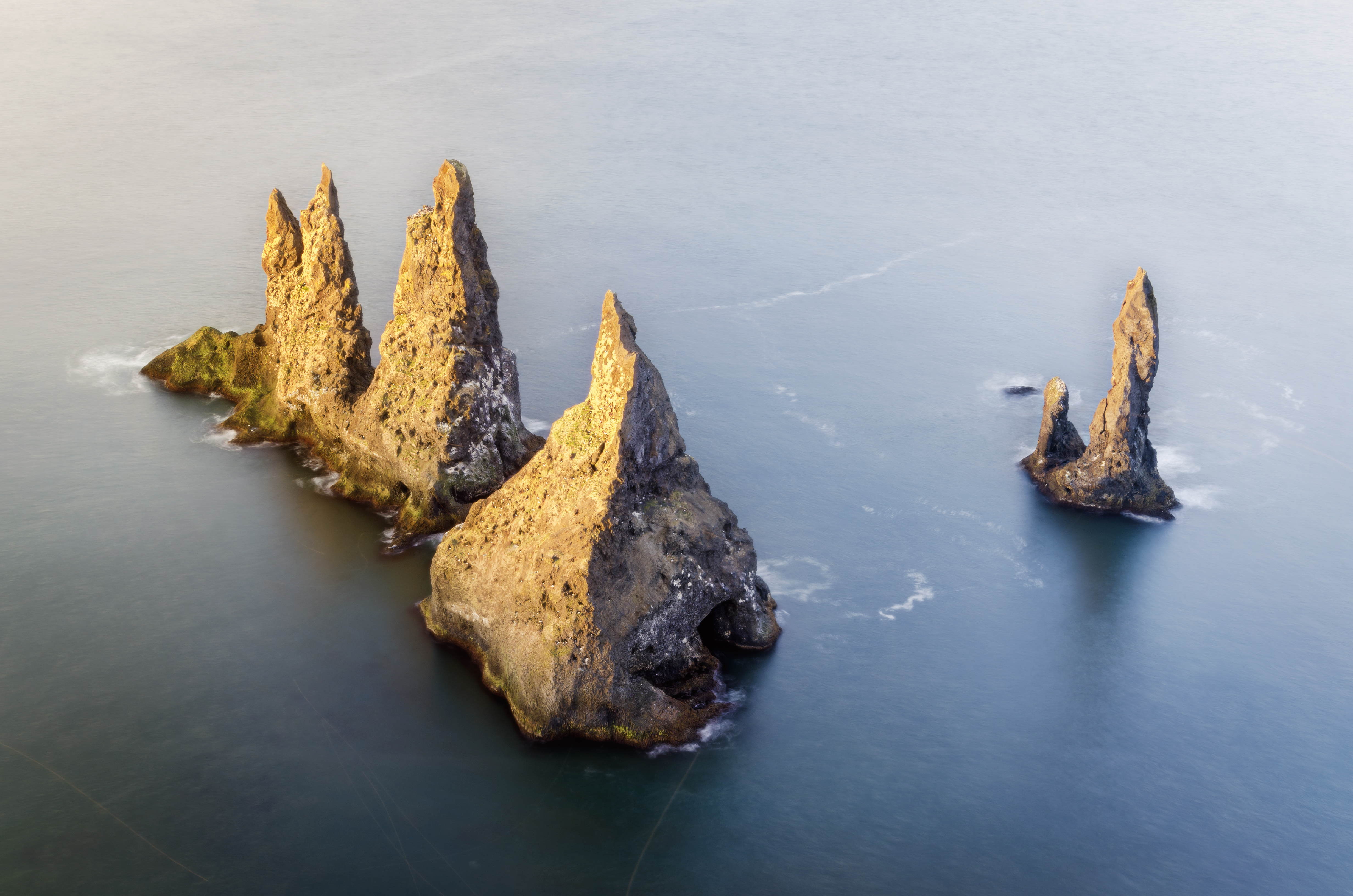
I Reynisdrangar visti dal monte Reynisfjall

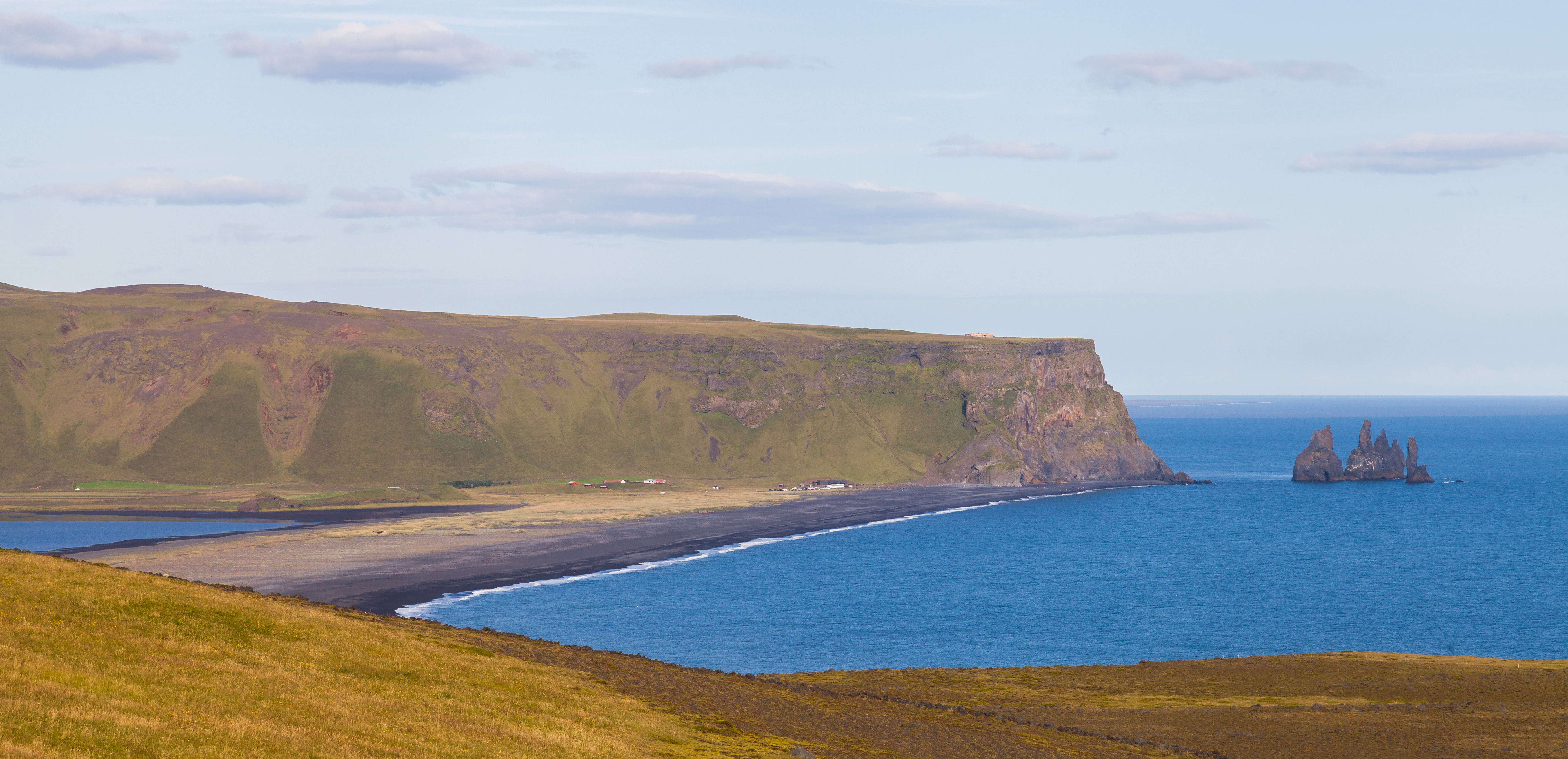
Paesaggio costiero con i faraglioni sullo sfondo

I Reynisdrangar sono un insieme di faraglioni in basalto situati sotto il monte Reynisfjall nei pressi del villaggio Vík í Mýrdal, nel sud dell'Islanda. Il gruppo di rocce è localizzato nei pressi di una spiaggia di sabbia nera classificata nel 1991 tra le dieci spiagge non tropicali più belle del mondo.

## Leggenda
La leggenda narra che i faraglioni abbiano avuto origine quando due troll, intenti a trascinare una nave a tre alberi verso la costa prima che sorgesse il sole, furono sorpresi dalla luce del giorno e la loro imbarcazione si ruppe trasformandosi in puntoni di roccia.
Le leggende contemporanee riportano la storia di un marito che trovò la moglie rapita dai due troll, congelata di notte. Il marito fece giurare ai due spiriti maligni di non uccidere mai più nessuno. Sua moglie era l'amore della sua vita, al cui spirito libero non era in grado di fornire una casa; decise dunque di accettare il suo destino rimanendo tra i troll, recandosi di tanto in tanto ad ammirare le rocce e il mare a Reynisfjara.